# Halley Gross
Halley Wegryn Gross (Fort Myers, 27 dicembre 1985) è un'attrice, sceneggiatrice e scrittrice statunitense.
Nota per aver scritto alcuni episodi della serie TV Westworld. È la co-scrittrice di The Last of Us Part II insieme a Neil Druckmann.

## Biografia
Nata il 27 dicembre 1985 a Fort Myers, Halley Gross nel 2008 ha conseguito la laurea in scrittura creativa e, successivamente, nel 2010 il master in drammaturgia presso l'Università di New York.
Il 5 dicembre 2016 Neil Druckmann, direttore creativo della Naughty Dog, tramite un tweet ha annunciato la collaborazione di Halley Gross alla scrittura del sequel di The Last of Us.

## Filmografia

### Attrice

#### Cinema
- Lying, regia di M. Blash (2006)
- The Babysitters, regia di David Ross (2007)
- Across the Universe, regia di Julie Taymor (2007)
- The Missing Person, regia di Noah Buschel (2009)
- The Heart Machine, regia di Zachary Wigon (2014)

#### Televisione
- Così gira il mondo (As the World Turns) – serial TV, episodi 1x11404-1x11350 (2000)
- The Education of Max Bickford – serie TV, episodio 1x19 (2002)
- Squadra emergenza (Third Watch) – serie TV, episodio 4x11 (2003)
- American Masters – serie TV, episodio 18x01 (2003)
- The Book of Daniel – serie TV, episodio 1x02 (2006)
- Gossip Girl – serie TV, episodio 1x05 (2007)
- Law & Order: Criminal Intent – serie TV, episodio 7x20 (2008)
- The Good Wife – serie TV, episodio 1x15 (2010)
- Law & Order - Unità vittime speciali – serie TV, episodio 13x16 (2012)
- Broad City – serie TV, episodio 1x05 (2014)

#### Cortometraggi
- Leaving Gussie (2007)
- Scent of a Woman (2013)
- Jerome's Bouquet (2013)

### Sceneggiatrice
- Chemistry Project – cortometraggio (2009)
- Scent of a Woman – cortometraggio (2013)
- Banshee - La città del male – serie TV, episodio 3x02 (2015)
- Westworld - Dove tutto è concesso – serie TV, episodi 1x06-1x07 (2016)
- Emerald City – serie TV, episodio 1x05 (2017)
- Too Old to Die Young – serie TV, episodi 1x09-1x10 (2019)
- The Last of Us Part II – videogioco (2020)
- Trigger Warning, regia di Mouly Surya (2024)
- Batman: Caped Crusader – serie animata, episodi 1x05-1x08 (2024)
- The Last of Us – serie TV, episodi 2x06-2x07 (2025)

## Doppiatrici italiane
Nelle versioni in italiano delle opere in cui ha recitato, Halley Gross è stata doppiata da:
- Valentina Pollani in Law & Order: Criminal Intent